# Carrie Lam
Carrie Lam (林鄭月娥T, 林郑月娥S, Lín-Zhèng Yuè'éP, cantonese: Lam Cheng Yuet-ngor; Hong Kong, 13 maggio 1957) è una politica hongkonghese, capo dell'esecutivo (governatrice) di Hong Kong dal 1º luglio 2017 al 30 giugno 2022.
Nel 2007 è stata nominata segretaria per lo sviluppo di Hong Kong. Durante il suo mandato si è costruita la reputazione di "forte combattente" per la gestione della demolizione del Queen's Pier. È diventata capo segretario sotto l'amministrazione di Leung Chun-ying nel 2012. Ha diretto la unita di pronto intervento sullo sviluppo costituzionale riguardo alla riforma politica dal 2013 al 2015 e ha tenuto colloqui con i leader studenteschi durante le proteste del 2014. Nelle elezioni del capo dell'esecutivo del 2017, Lam ha vinto con 777 voti nel comitato elettorale come candidato favorito di Pechino, battendo l'ex segretario finanziario John Tsang e il giudice Woo Kwok-hing, diventando così la prima donna a ricoprire tale incarico.
La popolarità di Carrie Lam è scesa al minimo storico con il partito pro-Pechino che ha subito la peggiore sconfitta della storia nelle elezioni del Consiglio distrettuale di novembre del 2019. Il 3 aprile 2022, Lam ha annunciato che non avrebbe cercato un secondo mandato, dando come spiegazione il suo desiderio di dedicare più tempo alla famiglia. Le è subentrato il 1º luglio 2022 John Lee.

## Biografia

### Origini e formazione
Lam nacque Cheng Yuet-ngor da una famiglia a basso reddito di Hong Kong, quarta di cinque figli. Cresciuta a Wan Chai, ha compiuto l'istruzione primaria e secondaria presso il St. Francis' Canossian College, una scuola cattolica femminile di quartiere, dove era capoprefetto. Dopo la laurea, Lam ha intrapreso gli studi di assistenza sociale presso l'Università di Hong Kong. Grazie all'attivismo studentesco, conobbe Lee Wing-tat e Sin Chung-kai, che in seguito diventarono prominenti legislatori pro-democratici.
Per comprendere meglio la società e partecipare maggiormente alle attività studentesche, ha cambiato il corso di studi da assistenza sociale a sociologia dopo il primo anno per evitare i tirocini. Lam ha conseguito la laurea in scienze sociali nel 1980.  Nel 1982, ha intrapreso gli studi, finanziati dal governo di Hong Kong, all'università di Cambridge, dove ha conosciuto il futuro marito Lam Siu-por.

### Servizio civile
Lam è giunta al servizio amministrativo nel 1980 dopo la laurea. Ha lavorato in diversi uffici e dipartimenti, passando circa sette anni presso l'ufficio finanziario, responsabile della pianificazione di bilancio e del controllo spese. Inizialmente ha lavorato come aiuto segretario principale e successivamente come vicesegretario al Tesoro negli anni Novanta.
Nel 2000, Lam è stata promossa alla carica di direttore del dipartimento di Previdenza sociale, in un periodo di elevata disoccupazione e di gravi disavanzi fiscali ad Hong Kong. Ha fatto tagli al programma di assistenza sociale globale, diventato accessibile solo a coloro che avessero risieduto a Hong Kong per più di sette anni, escludendo i nuovi immigrati. Insieme ad altri alti funzionari, ha istituito il fondo "We Care", che raccolse oltre 80 milioni di dollari per l'istruzione a lungo termine di bambini rimasti orfani a causa dell'epidemia di SARS nel 2003.
Nel novembre 2003, Lam è stata eletta segretario permanente per l'Alloggio, la pianificazione e le terre e presidente del comitato urbanistica. Fu nominata presto direttore generale dell'ufficio economico e commerciale di Hong Kong a Londra nel settembre 2004.
L'8 marzo 2006, Lam è tornata a Hong Kong per assumere la carica di segretario permanente per gli affari interni. Ha contribuito all'organizzazione delle Olimpiadi di Pechino del 2008 e degli eventi equestri delle Paralimpiadi e del West Kowloon Cultural District.

### Segretaria per lo Sviluppo

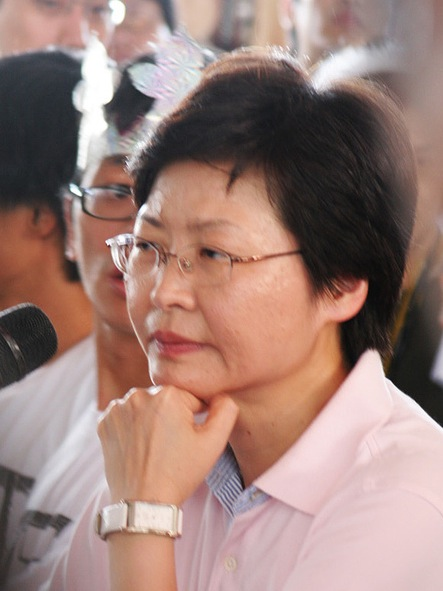
Carrie Lam affronta i conservatori in un dibattito pubblico al Queen's Pier nel luglio 2007.

Il 1º luglio 2007, Lam lasciò il servizio pubblico e fu nominata segretaria per lo Sviluppo dal capo dell'esecutivo Donald Tsang, diventando uno dei principali funzionari. Nei primi giorni di mandato, ha supervisionato le demolizioni del molo Edinburgh Place Ferry Pier (per lo Star Ferry) e del Queen's Pier (per permettere la bonifica del terreno), che hanno provocato occupazioni di protesta da parte dei conservatori.
Nel luglio del 2007 ha preso parte a un dibattito pubblico al Queen's Pier nel tentativo di persuadere i manifestanti ad abbandonare e consentire l'inizio della demolizione. Ha ribadito la posizione del governo sul fatto che non era possibile mantenere il molo e non avrebbe "dato false speranze". Con la gestione del conflitto del molo è stata considerata una "forte combattente" da parte dell'allora capo segretario dell'amministrazione Rafael Hui.
Nel 2010, Lam ha presentato una nuova strategia per il rinnovamento urbano al fine di abbassare la soglia di vendita obbligatoria per la riqualificazione dal 90 all'80%. Questa manovra è stata criticata dalle organizzazioni per i diritti umani, ritenuta a vantaggio dei grandi proprietari immobiliari e in violazione del diritto all'abitazione riconosciuto dalla dichiarazione universale dei diritti umani e dalla Convenzione internazionale sui diritti economici, sociali e culturali, poiché il potere contrattuale dei piccoli proprietari sarebbe stato compromesso.
Nel 2012, Lam ha portato l'ufficio per lo sviluppo a prendere provvedimenti nei confronti di lavori di costruzione non autorizzati diffusi nei villaggi indigeni dei Nuovi Territori. A questi nuovi provvedimenti si sono opposti i rappresentanti delle comunità rurali e dello Heung Yee Kuk, un organo di rappresentanza degli interessi rurali. Questi ha organizzato proteste contro Lam e l'ha accusata di "privare i villaggi dei loro diritti fondamentali". Lam ha anche cercato di contrastare la "small house policy", che dà agli abitanti maschi dei villaggi indigeni nei Nuovi Territori il diritto di costruire casa vicino alle loro antiche dimore, ma ha attirato critiche perché in alcuni casi se ne è stato abusato per profitto.
In riconoscimento dei suoi successi come segretario per lo sviluppo, ha ricevuto i titoli di membro onorario dell'Istituto di architettura del paesaggio di Hong Kong, di commissario onorario dell'Institution of Engineers di Hong Kong, di proprietario dell'anno del RICS Hong Kong Property Awards 2012, di membro onorario dell'Istituto di architettura di Hong Kong, di membro onorario della Royal Institution of Surveyors Chartered, di membro onorario dell'Istituto di conservationisti architettonici di Hong Kong e di commissario onorario dell'Istituto di ingegneri civili.
Durante le elezioni del capo dell'esecutivo del 2012, Lam ha preso provvedimenti verso i lavori edili non autorizzati del candidato Henry Tang, che stava contestando Leung Chun-ying. Questo scandalo ha posto fine alle speranze di Tang di diventare capo dell'esecutivo. Successivamente è venuto alla luce che Leung stava avviado lavori non autorizzati presso la sua casa. Lam è stata criticata per non averlo punito.

### Capo segretario per l'amministrazione

#### Le riforme politiche del 2014 e le proteste

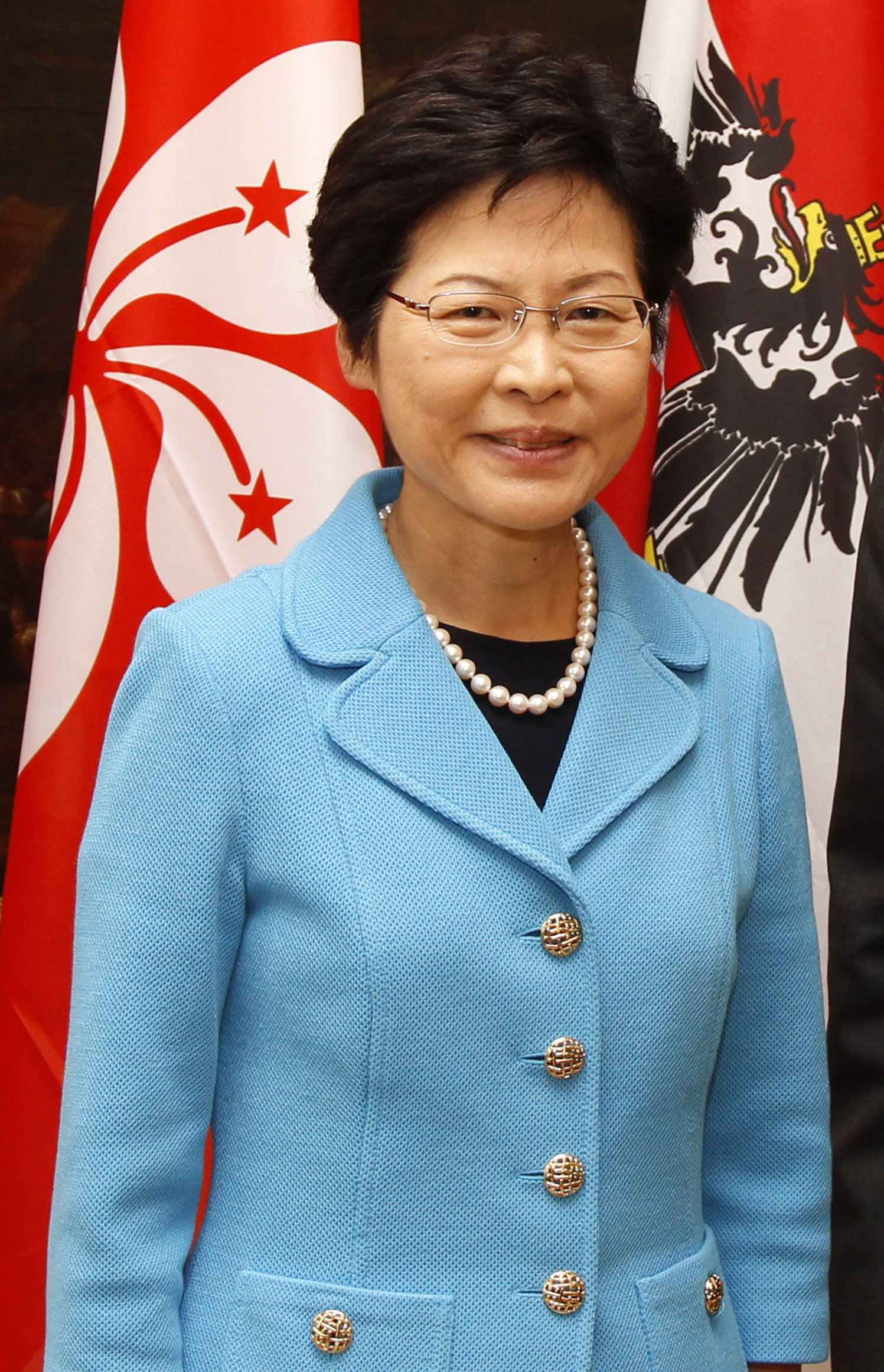
Carrie Lam nel maggio del 2014.

Nell'ottobre 2013 è diventata capo della task force per lo sviluppo costituzionale, diretto dal segretario per la giustizia Rimsky Yuen e dal segretario per gli affari costituzionali e continentali Raymond Tam, responsabile della consultazione della riforma costituzionale per i metodi elettorali per le elezioni esecutive del 2017 e per le elezioni del consiglio legislativo del 2016.
Dopo che il Comitato permanente del Congresso nazionale del popolo ha decretato la limitazione delle elezioni esecutive del 2017 nell'agosto 2014, i sostenitori della democrazia hanno lanciato una protesta di occupazione su vasta scala che durò 79 giorni. In risposta alle occupazioni, Lam ha annunciato che sarebbe stato rinviato il secondo ciclo di consultazioni pubbliche sulla riforma politica, originariamente previsto entro la fine dell'anno.
Durante le proteste di occupazione, Lam ha anche tenuto colloqui in un dibattito aperto televisivo con i leader degli studenti il 21 ottobre. Nei colloqui, Lam resisteva con fermezza, affermando che la proposta degli studenti per la nomina civile è al di fuori del quadro imposto dalla Costituzione e dalla decisione del Comitato permanente del Congresso nazionale del popolo, che non poteva essere ritirata.
La sconfitta della riforma politica ha portato Lam a perdere il suo titolo di lunga durata come uno dei funzionari governativi più popolari quando i suoi voti di approvazione in un sondaggio dell'Università di Hong Kong si sono spinti al suo livello più basso dal momento che è diventata capo segretario. Le proposte di riforma costituzionale sono state sconfitte nel Consiglio Legislativo nel giugno 2015.

#### Polemica del Palazzo Museo
Nel dicembre del 2016, Lam era sotto il fuoco quando annunciò un accordo con Pechino per i piani per un Palazzo Museo di Hong Kong come presidente dell'Autorità del Distretto Culturale di West Kowloon senza alcuna consultazione pubblica e trasparenza durante il processo decisionale. È stata anche criticata per aver nominato architetto Rocco Yim Sen-kee per avviare uno studio di fattibilità di 4,5 milioni di dollari per la costruzione del complesso del museo e del centro espositivo. Lam ha collegato la sfida al suo annuncio che avrebbe "riconsiderato" il fatto di candidarsi alle elezioni esecutive del 2017 dopo che l'incombente Leung Chun-ying ha detto che non avrebbe cercato un secondo mandato. Lam aveva detto in precedenza che sarebbe andata in pensione nella campagna inglese con la sua famiglia dopo il mandato concluso nel 2017.

### Candidatura a capo dell'esecutivo nel 2017

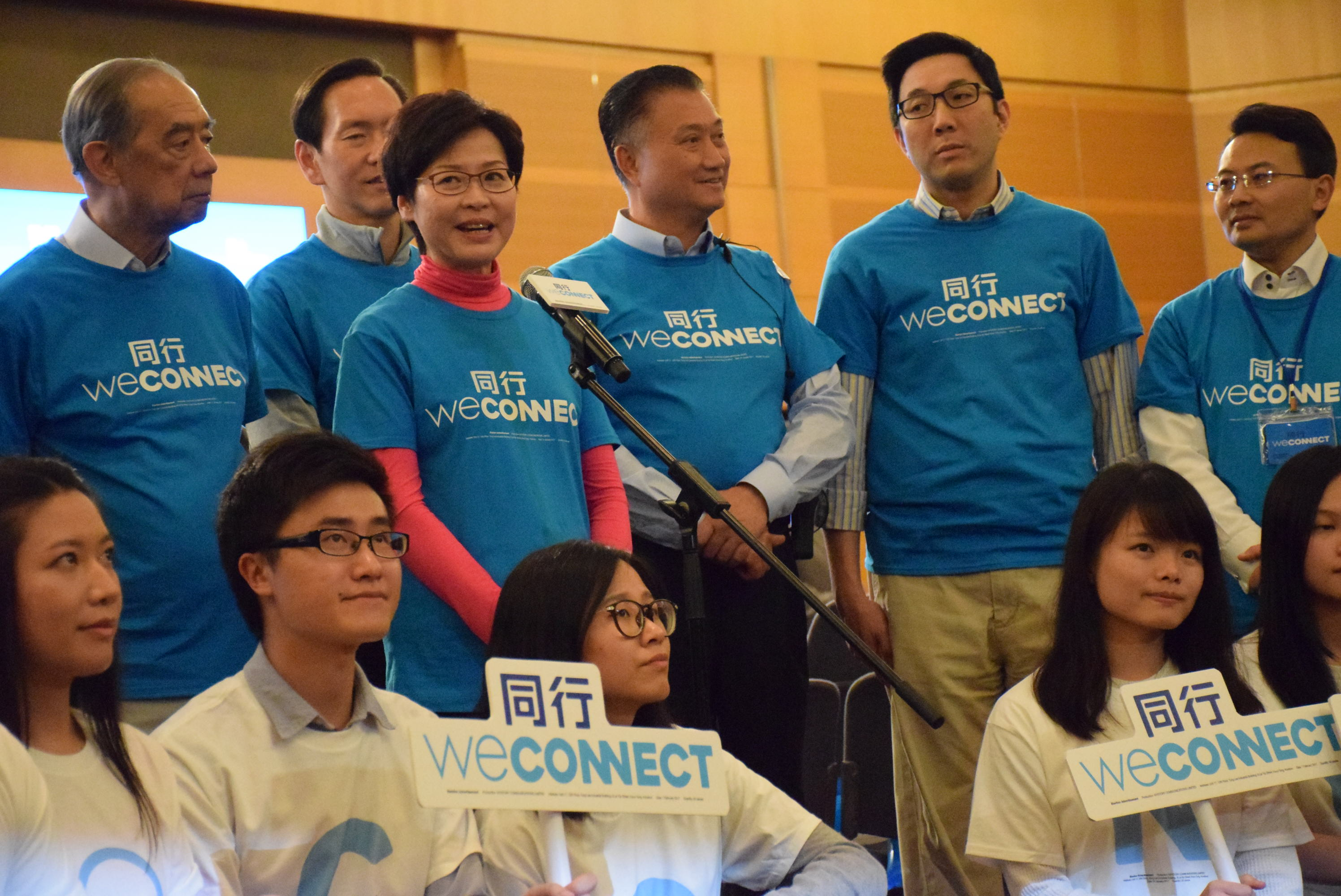
Manifestazione elettorale con la sua squadra di campagna elettorale del 3 febbraio 2017.

Lam annuncia formalmente la sua intenzione di entrare nelle elezioni esecutive del 2017 dopo aver rinunciato alla carica di capo segretario il 12 gennaio 2017, terminando la sua carriera governativa di 36 anni. Ha inoltre definito quello che ha descritto come una "nuova visione realizzabile a otto punti" con una chiamata a giocare a "punti di forza con determinazione e fiducia". La conferenza stampa è stata ospitata a fianco del consigliere esecutivo Bernard Chan, che è diventato il direttore dell'ufficio della campagna di Lam.
Una corsa elettorale si è tenuta il 3 febbraio con lo slogan della campagna di "We Connect", inclusi i termini "Noi curiamo, ascoltiamo, agiamo". Alla corsa hanno partecipato numerosi personaggi pro-Pechino e magnati di entrambi i campi Henry Tang e Leung Chun-ying nelle ultime elezioni.
Ha anche rivelato una squadra di campagna elettorale che comprendeva il consiglio dei presidenti composti da Ronald Arculli, Laura Cha, Moses Cheng, Jonathan Choi Koon-sum, Timothy Fok, Lam Tai-fai, Eddy Li Sau-hung, Victor Lo Lo Man-tuki, Anthony Wu, Yu Kwok-chun e Allan Zeman; consulenti pro-Pechino, tra cui Chan Wing-kee, Cheng Yiu-tong, Hung Chao-hong e Rita Fan, i magnati come Robin Chan, Aron Harilela, Xu Rongmao, Robert Kuok, Peter Lam, Vincent Lo , Robert Ng, Peter Woo e Charles Yeung e altri come Lawrence Lau, Lau Chin-shek, Li Fung-ying e Joseph Yam.
Il 6 febbraio i presidenti del Congresso nazionale del popolo, Zhang Dejiang, contemporaneamente capo del gruppo di coordinamento centrale del partito comunista per gli affari di Hong Kong e di Macau e Sun Chunlan, capo del Dipartimento del lavoro del Fronte Unito, furono Shenzhen per incontrarsi con alcuni membri del Comitato elettorale delle grandi camere d'affari e con alcuni gruppi politici. È stato riferito che Zhang ha detto agli elettori che l'Ufficio del Partito Comunista aveva deciso di sostenere Carrie Lam nelle elezioni.
Dopo giorni di candidati che si sono riuniti con i membri del Comitato elettorale di diversi settori per aver sollecitato almeno 150 candidature per entrare in gara, entro il 27 gennaio molteplici relazioni hanno ipotizzato che Carrie Lam avesse già assicurato 300-400 candidature. Heung Yee Kuk e l'Associazione delle società Nuovi Territori hanno dichiarato di essere propensi a nominare Lam. Insieme ai partiti pro-Pechino Alleanza Democratica per il Miglioramento e il Progresso di Hong Kong, la federazione dei sindacati di Hong Kong e l'Alleanza per le Imprese e dei Professionisti di Hong Kong, così come il sottosettore di import e di export e il sotto-sottosettore di sport e cultura, è stato stimato che Lam avrebbe preso più di 500 nomine. Sebbene fosse ampiamente visto che avesse assicurato più di un numero minimo di 150 candidature nella fase iniziale, avrebbe certamente voluto assicurare più di 600 candidature e proiettarsi come vincitore alla prima votazione segreta.

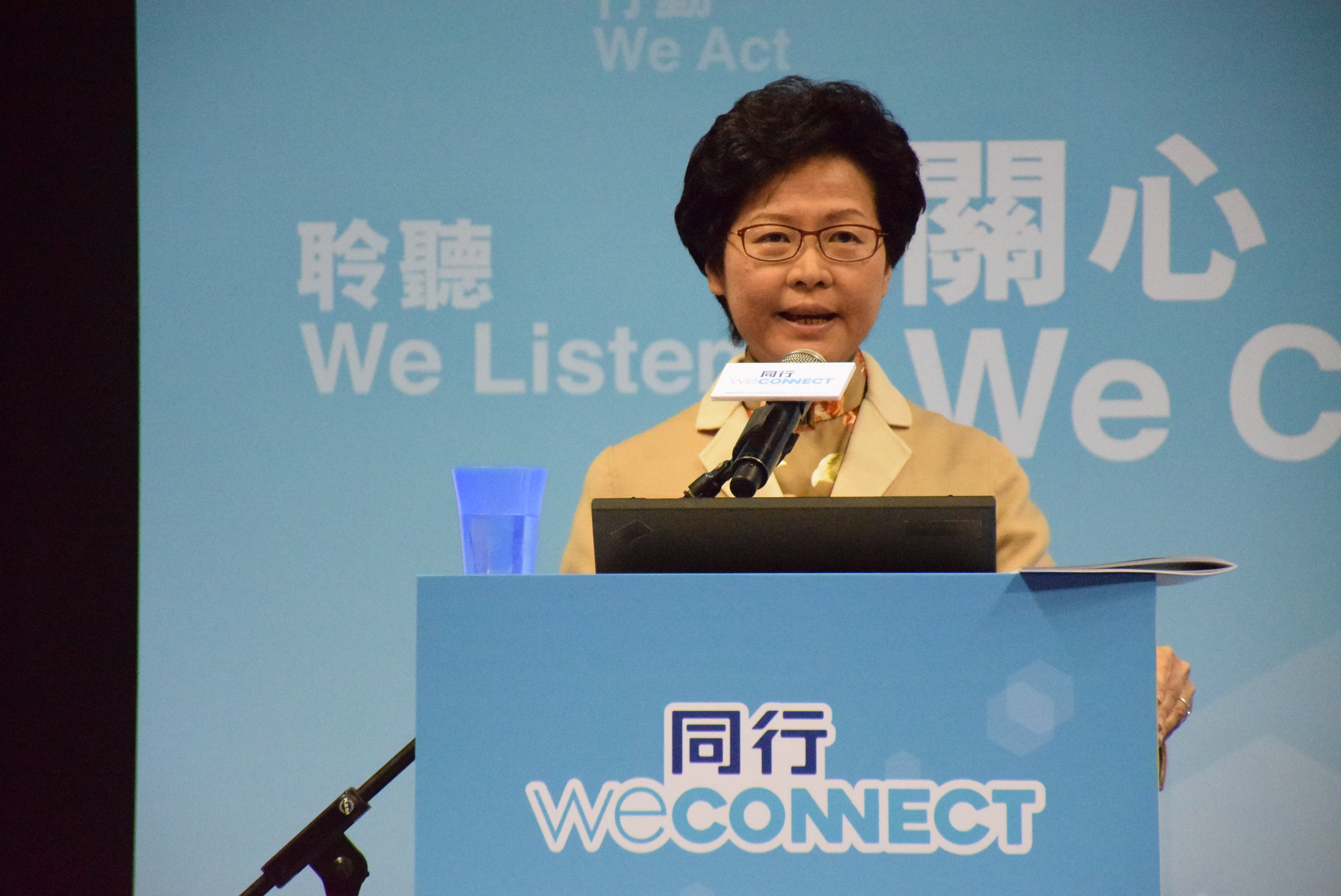
Carrie Lam ha annunciato il suo manifesto il 27 febbraio 2017.

In risposta alla critica di non avere una piena elezione, Lam ha rivelato il suo manifesto intitolato "Connessione per il consenso e un futuro migliore" il 27 febbraio, due giorni prima del termine della nomina. La piattaforma si è concentrata sulla riforma della struttura governativa e sull'aumento dell'economia, tra cui l'espansione dell'unità politica centrale, l'istituzione di un ufficio di cultura e un nuovo ufficio turistico e la divisione del settore dei trasporti e degli alloggi, ma non ha promesso di rilanciare la riforma politica o Legislazione dell'articolo 23.
Carrie Lam ha presentato un totale di 579 nomine il 28 febbraio, solo 22 voti inferiori al numero finale necessario per vincere la gara. Lam ha dominato nei settori affari e politici pro-pechinesi, vincendo tre quarti dei voti nel settore aziendale, ma non ha ricevuto alcuna nomina dal campo di democrazia. Anche se riceve tutte le candidature da settori quali settore commerciale, agricoltura e pesca, catering, Heung Yee Kuk, conferenza consultiva politica del popolo cinese e sport, contrariamente alle aspettative degli osservatori, il sottosettore del Lavoro, dominato dalla federazione pro-pechinese dei sindacati di Hong Kong ha anche restituito solo cinque delle sue 60 nomine a Lam, poiché il suo legislatore Wong Kwok-kin ha espresso in precedenza le riserve sulle politiche del lavoro proposte da Lam, anche se è stata vista come strategia di Lam per riservare la sua forza.
Il 26 marzo 2017 Lam è stata eletta capo dell'esecutivo con 777 voti nel comitato elettorale di 1.194 membri, 197 voti più di quanto ottenuto nel periodo di nomina. Lam è la prima donna di Hong Kong e la prima candidata a scegliere senza essere leader nei sondaggi. È anche la prima leader laureata all'Università di Hong Kong. Ha promesso di "guarire il divario sociale" e "unire la nostra società per andare avanti" nel suo discorso di vittoria.

### Capo dell'esecutivo
Lam ha ricevuto la nomina dal primo ministro cinese Li Keqiang l'11 aprile 2017. Lam è stata giurata da Xi Jinping, segretario generale del Partito Comunista Cinese e Presidente della RPC, il 1º luglio 2017, giorno del ventesimo anniversario della costituzione della Regione Amministrativa Speciale di Hong Kong.

### Proteste contro il disegno di legge anti-estradizione

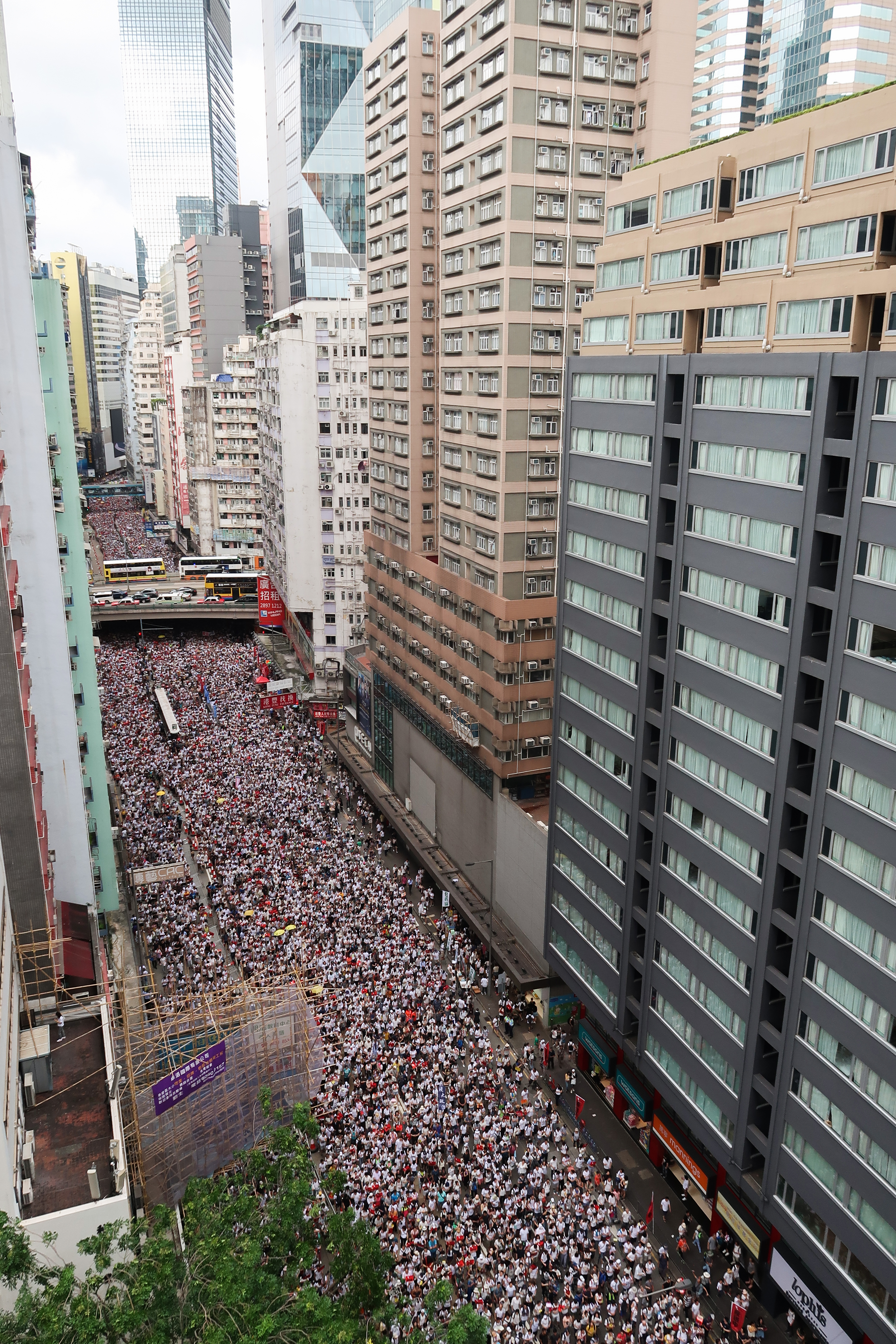
I dimostranti contro il disegno di legge anti-estradizione il 9 giugno 2019

A metà del 2019, il governo Lam ha introdotto un disegno di legge per modificare l'ordinanza sui trasgressori fuggitivi e l'assistenza giudiziaria reciproca in materia penale. Ciò ha scatenato l'opposizione che ha espresso timori per l'apertura della città alla legge cinese continentale e ha esortato il governo a stabilire un accordo di estradizione solo con Taiwan. Lam ha affermato che il disegno di legge sarebbe andato avanti in modo da essere approvato prima della pausa estiva, e che la protesta su quel disegno di legge era stata "intensificata" da potenze straniere.Il 29 maggio ha superato una mozione di sfiducia contro di lei con il sostegno della maggioranza pro-Pechino.
La manifestazione pacifica del 9 giugno contro il disegno di legge ha visto un nuovo oltre un milione di persone marciare per le strade ma il governo ha insistito che la seconda lettura del disegno di legge sarebbe ripresa il 12 giugno. Quel giorno la protesta fuori dalla sede del governo ha causato violenti scontri con la polizia. Durante gli scontri, Lam è apparsa in un'intervista alla TVB in cui scoppiò in lacrime quando le è stato chiesto se avesse tradito Hong Kong. Ha risposto: "Sono cresciuta con tutto il popolo di Hong Kong e il mio amore per questo posto mi ha spinto a fare molti sacrifici personali". Ha aggiunto di non aver fatto nulla contro la sua coscienza e di non aver ritirato il disegno di legge. Nel giro di tre ore, Lam è apparsa in un altro video con un tono di voce completamente diverso, rimproverando fortemente i manifestanti per la "palese e organizzata sommossa" e condannandola come "un atto di non amore per Hong Kong".
Dopo Il 16 giugno, quasi due milioni di manifestanti hanno inondato pacificamente le strade chiedendo un ritiro completo del disegno di legge. In risposta, Lam si scusò con i residenti di Hong Kong, affermando che il disegno di legge era già stato sospeso.

#### Proteste persistenti

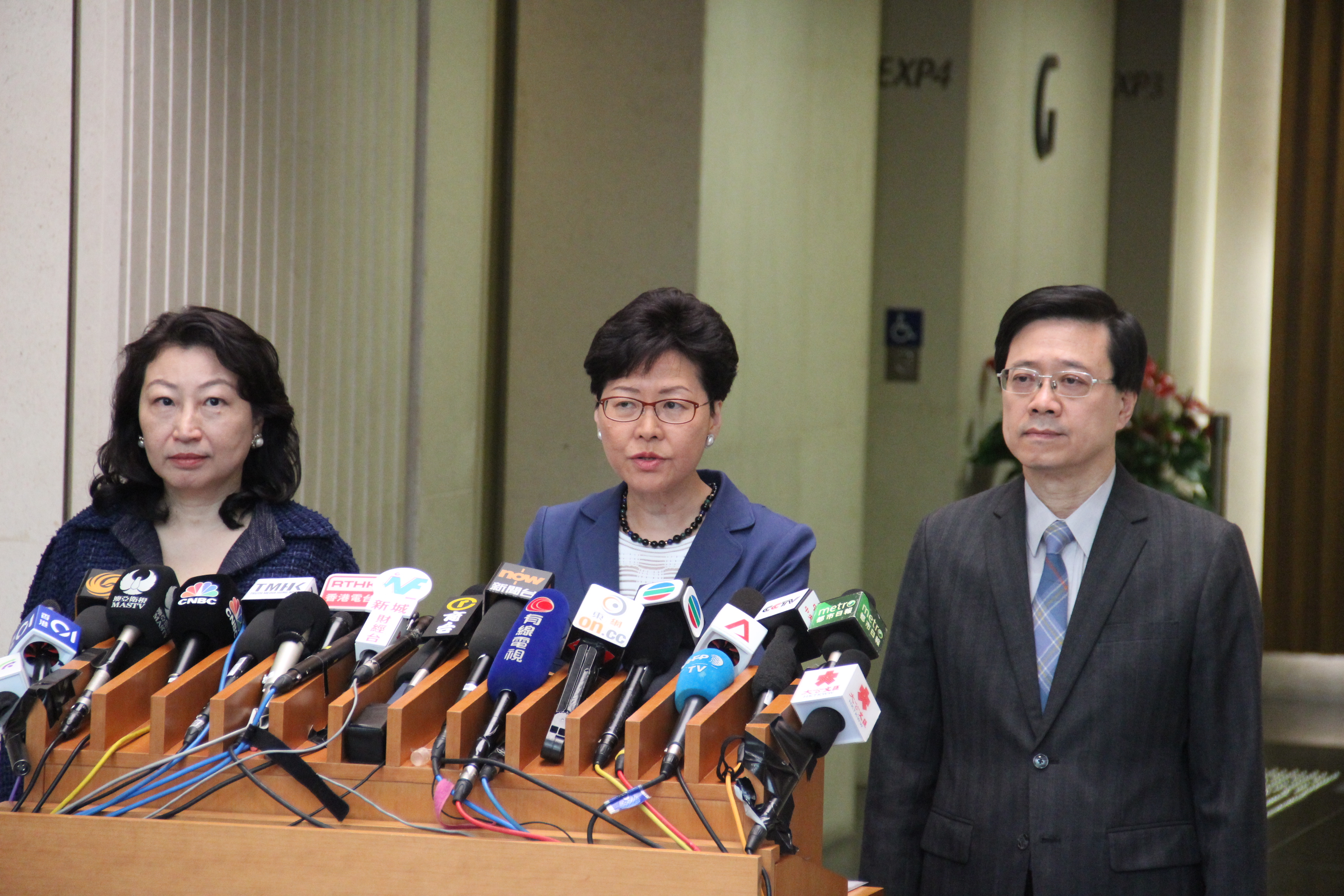
Carrie Lam alla conferenza stampa con il Segretario per la Giustizia Teresa Cheng e il Segretario per la Sicurezza John Lee il giorno dopo la massiccia protesta del 10 giugno

Le proteste hanno preso una svolta drammatica il 1º luglio, il 22º anniversario della consegna di Hong Kong, quando un gruppo di manifestanti ha preso d'assalto il complesso del Consiglio legislativo e vandalizzato l'edificio, lasciando graffiti come "Sei stata tu a dirmi che le marce pacifiche non funzionavano". Lam ha rifiutato di concedere una qualsiasi delle cinque richieste chiave presentate dai manifestanti, vale a dire il ritiro completo del disegno di legge sull'estradizione, una commissione d'inchiesta sulla cattiva condotta della polizia, il rilascio e una possibile amnistia dei manifestanti arrestati, la ritrattazione della categorizzazione delle proteste come "rivolte" e il suffragio universale del Capo dell'Esecutivo e del Consiglio Legislativo. Mentre le proteste si intensificavano e si diffondevano in diversi distretti della città, Lam ha visto il suo sostegno nell'agosto 2019 scendere a un minimo record del 17%, con gli oppositori che hanno raggiunto il 76%, secondo un sondaggio pubblicato dall'Hong Kong Public Opinion Research Institute. Lam ha rifiutato di dimettersi, sostenendo che la comunità aveva bisogno di lei per "tenere il forte".

### La "riforma patriottica"
Nel febbraio 2021, dopo che Xia Baolong ha dichiarato che solo i "patrioti" potevano governare la città e che erano necessari cambiamenti nel sistema elettorale per scegliere i patrioti, Lam ha difeso l'opinione che il governo continentale doveva intervenire. Ha anche affermato che "il governo centrale è molto preoccupato ed è per questo che deve risolvere i problemi per evitare che la situazione peggiori. Il principio 'Un paese, due sistemi' non può più essere implementato a Hong Kong".  Nei primi mesi del 2021 erano ancora 47 gli esponenti del fronte democratico di opposizione di Hong Kong in carcere in attesa di un processo. Tra i più noti Joshua Wong e Jimmi Lai.
Sempre nel febbraio 2021, Lam ha dichiarato che Hong Kong avrebbe iniziato a far rispettare una legge precedentemente scritta che non riconosce la doppia nazionalità; quelli di origine cinese nati a Hong Kong o nella Cina continentale sarebbero considerati cittadini cinesi, indipendentemente dagli altri passaporti. Lam ha aggiunto che i possessori di altri passaporti non potranno considerarli "idonei per la protezione consolare, comprese le visite consolari". Il marito di Lam ed entrambi i loro figli hanno passaporto britannico; curiosamente Lam ha detto in precedenza che il marito e i figli non avrebbero rinunciato ai loro passaporti britannici.
Nel marzo 2021, dopo che il Congresso del popolo cinese ha approvato all'unanimità modifiche per consentire solo ai "patrioti che amano la Madrepatria cinese e sostengono il suo governo centrale" di poter fare politica ad Hong Kong.  In questo modo, sostengono i giornali occidentali, Pechino ha cancellato l'opposizione a Hong Kong. Sarà infatti una commissione a svolgere indagini, insieme alla polizia speciale cinese, per accertare chi sia degno di candidarsi ad una carica elettiva. Coloro che hanno convinzioni politiche diverse - ha affermato Lam - sarebbero ancora in grado di partecipare alle elezioni, "purché siano patrioti e rispettino la legge sulla sicurezza nazionale" imposta nel luglio 2020. E purché, è stato poi chiarito, non siano stati in passato oppositori.

## Vita privata
Nel 1984 Carrie Lam sposò il matematico Lam Siu-por, che incontrò mentre studiava a Cambridge. Lam Siu-por ha conseguito il suo dottorato in topologia algebrica nel 1983, sotto la supervisione di John Frank Adams.
Lam Siu-por ha insegnato presso l'Università di Hong Kong e si ritirò poi in Inghilterra, ma da allora ha insegnato in alcuni corsi brevi presso la Capital Normal University di Pechino. La coppia ha due figli, Jeremy e Joshua, che hanno studiato in Inghilterra.
Il loro figlio maggiore Jeremy è entrato a far parte di Xiaomi, un'azienda di telefonia mobile a Pechino nell'aprile del 2016. Suo marito e entrambi i figli sono cittadini britannici, mentre Carrie stessa ha rinunciato alla sua cittadinanza britannica per assumere il principale incarico ufficiale del governo della RAS di Hong Kong nel 2007.

## Riconoscimenti
Nel riconoscimento dei successi di carriera e dei contributi alla comunità, Lam ha ricevuto la Star Gold Bauhinia e la medaglia di Grand Bauhinia nel 2010 e nel 2016. Nel 2013 ha ottenuto un titolo onorario di dottore di scienze sociali presso l'Università Lingnan. Nel 2015 è stata nominata ufficiale della Légion d'Honneur dal governo francese.